# Bộ tứ siêu đẳng: Bước đi đầu tiên
Bộ tứ siêu đẳng: Bước đi đầu tiên (tựa gốc tiếng Anh: The Fantastic Four: First Steps) là phim điện ảnh siêu anh hùng Mỹ dự kiến ra mắt năm 2025, dựa trên nhóm nhân vật cùng tên trong bộ truyện tranh Marvel Comics. Phim do hãng Marvel Studios sản xuất và Walt Disney Studios Motion Pictures phân phối. Đây sẽ là tác phẩm thứ 37 trong Vũ trụ Điện ảnh Marvel (MCU) và là bản làm lại thứ hai của sê-ri phim Fantastic Four, sau các phim của Tim Story.
Đạo diễn phim là Matt Shakman, cùng với nhóm biên kịch: Jeff Kaplan, Ian Springer, Josh Friedman, Cameron Squires, Eric Pearson và Peter Cameron. Bốn diễn viên chính trong phim là Pedro Pascal, Vanessa Kirby, Joseph Quinn, Ebon Moss-Bachrach, ngoài ra còn có các diễn viên phụ Julia Garner và Ralph Ineson.
Sau thất bại của Fantastic Four năm 2015, 20th Century Fox đã bắt đầu vào thực phim một phim mới. Tháng 3 năm 2019, Disney mua lại hãng phim này và chuyển quyền sản xuất cho Marvel Studios. Dự án mới được công bố ngay vào tháng 7 cùng năm đó. Tháng 12 năm 2020, Jon Watts được thuê làm đạo diễn, nhưng sau đó vào tháng 4 năm 2022 ông đã xin từ nhiệm. Shakman được chọn thay thế vào tháng 9, khi đó Kaplan và Springer đang trong quá trình viết kịch bản. Đầu năm 2023, dự án bắt đầu tuyển diễn viên, tới tháng 3, Friedman tham gia với vai trò viết lại kịch bản cùng với Squires và Cameron, dựa trên định hướng của Marvel Studios là xây dựng một câu chuyện mới cho các nhân vật, thay vì đi theo cốt truyện gốc. Pearson sau đó góp mặt chỉnh sửa thêm kịch bản vào tháng 2 năm 2024, thời điểm này dàn diễn viên chính cũng được công bố. Quá trình ghi hình diễn ra từ cuối tháng 7 năm 2024 tại phim trường Pinewood Studios, London.
Phim dự kiến phát hành ngày 25 tháng 7 năm 2025, thuộc Giai đoạn 6 của MCU.

## Nội dung
Tại Earth-828 vào năm 1964, thế giới kỷ niệm bốn năm ngày các phi hành gia Reed Richards, Sue Storm, Ben Grimm và Johnny Storm trở thành đội siêu anh hùng nổi tiếng Fantastic Four. Họ có được siêu năng lực từ việc tiếp xúc với tia vũ trụ trong một nhiệm vụ không gian. Kể từ đó, nhóm đã trở thành những người nổi tiếng, chiến đấu với các siêu phản diện, các phát minh của Reed đã thúc đẩy công nghệ cho thế giới, và sự ngoại giao của Sue thông qua tổ chức Future Foundation đã dẫn đến việc phi quân sự hóa và hòa bình toàn cầu. Khi Reed và Sue tiết lộ rằng họ đang mong có con, thế giới chuẩn bị cho sự ra đời mới và đặt câu hỏi liệu đứa trẻ có cũng có siêu năng lực hay không.
Silver Surfer đến Trái Đất và tuyên bố rằng hành tinh này đã bị Galactus, một thực thể vũ trụ nuốt chửng các hành tinh, đánh dấu để hủy diệt. Reed nghiên cứu sự biến mất của các hành tinh khác để xác minh tuyên bố này, và nhóm quyết định tìm Galactus trước khi hắn đến Trái Đất. Họ theo dõi dấu hiệu năng lượng của Silver Surfer và sử dụng du hành nhanh hơn ánh sáng (FTL) để đến một hành tinh mới. Khi họ đến nơi, hành tinh bị tàu của Galactus phá hủy và nhóm bị bắt giữ. Galactus tiết lộ rằng hắn có một cơn đói không thể thỏa mãn đã thúc đẩy hắn tiêu thụ các hành tinh trong hàng thiên niên kỷ. Hắn cảm nhận được rằng con trai chưa sinh của Reed và Sue có sức mạnh vũ trụ to lớn và có thể gánh lấy cơn đói của Galactus, giải thoát hắn khỏi nó. Galactus đề nghị tha cho Trái Đất để đổi lấy đứa trẻ, và khiến Sue chuyển dạ. Nhóm từ chối và thoát khỏi con tàu. Họ bị Silver Surfer đuổi theo, người đã phá hủy hệ thống FTL của họ. Họ sử dụng trọng lực từ một lỗ đen để trì hoãn Silver Surfer và gửi bản thân trở lại Trái Đất. Sue sinh một bé trai, Franklin, trên đường đi.
Khi trở về Trái Đất, Reed tiết lộ chi tiết cuộc gặp gỡ của họ trong một cuộc họp báo. Quyết định của họ là cứu một đứa trẻ thay vì hàng tỷ người khác trên Trái Đất đã dẫn đến sự phẫn nộ của công chúng, với nhiều người kêu gọi Franklin phải bị hy sinh cho Galactus. Dựa trên các tương tác của mình với Silver Surfer, và một số truyền dẫn không gian sâu mà Reed nhận được từ hành tinh của cô cũng như các hành tinh mà Galactus đã hủy diệt, Johnny bắt đầu giải mã ngôn ngữ bản địa của Silver Surfer. Khi Galactus đến gần và các cuộc biểu tình chống lại Fantastic Four leo thang, Sue đưa Franklin đến gặp những người biểu tình. Cô giải thích rằng họ sẽ không từ bỏ con mình, nhưng họ cũng sẽ không từ bỏ phần còn lại của nhân loại. Sử dụng một hệ thống dịch chuyển tức thời mà anh ấy đã nghiên cứu, Reed đưa ra kế hoạch xây dựng các cây cầu dịch chuyển tức thời lớn trên khắp Trái Đất để họ có thể vận chuyển toàn bộ hành tinh đến một vũ trụ khác nơi Galactus không thể tiếp cận họ. Thông qua Future Foundation, Sue tổ chức các quốc gia trên thế giới xây dựng các cây cầu và bảo tồn năng lượng cần thiết để sử dụng chúng.
Khi các cây cầu sắp được kích hoạt, Silver Surfer quay lại và bắt đầu phá hủy chúng. Johnny ngăn cô ta phá hủy cây cầu cuối cùng ở Quảng trường Thời Đại (Times Square). Anh ấy sử dụng ngôn ngữ bản địa của cô ta để xác định cô là Shalla-Bal, và cô giải thích rằng cô đã chọn trở thành người đưa tin của Galactus để đổi lấy việc hắn tha cho thế giới của cô. Johnny chiếu các đoạn truyền dẫn từ các hành tinh mà cô đã giúp Galactus phá hủy, và Shalla-Bal bỏ chạy. Sử dụng Franklin làm mồi nhử, nhóm lên kế hoạch dụ Galactus đến cây cầu cuối cùng và dịch chuyển hắn sang vũ trụ khác. Sue đàm phán với Harvey Elder để sơ tán công dân Thành phố New York đến thành phố ngầm Subterranea của ông ta. Galactus tiến vào thành phố và bắt giữ Franklin. Sue sử dụng tất cả sức mạnh của mình để đẩy hắn về phía cổng với một trường lực trong khi Reed giải cứu Franklin. Johnny cố gắng hy sinh bản thân để đẩy Galactus một cú cuối cùng vào cổng, nhưng bị Shalla-Bal ngăn lại. Cô ta tự mình đẩy Galactus vào, và cánh cổng đóng lại sau lưng họ. Sue chết vì những nỗ lực của mình, nhưng được Franklin hồi sinh. Thế giới ăn mừng chiến thắng của họ.
Trong một mid-credits bốn năm sau, Sue rời mắt khỏi Franklin để tìm một cuốn sách mà cậu bé muốn cô đọc. Cô nhìn lại và thấy cậu đang tương tác với một người đàn ông mặc áo choàng xanh đang cầm một chiếc mặt nạ kim loại.[a]

## Phân vai

### Fantastic Four
- Pedro Pascal vai Reed Richards / Mister Fantastic: thủ lĩnh nhóm Fantastic Four với khả năng kéo dài cơ thể[3][4]
- Vanessa Kirby vai Sue Storm / Invisible Woman: chị gái Johnny với khả năng tàng hình
- Joseph Quinn vai Johnny Storm / Human Torch: em trai Sue, có khả năng kiểm soát lửa
- Ebon Moss-Bachrach vai Ben Grimm / The Thing: từng là phi hành gia vũ trụ, cơ thể là một khối đá màu cam